# Funifor

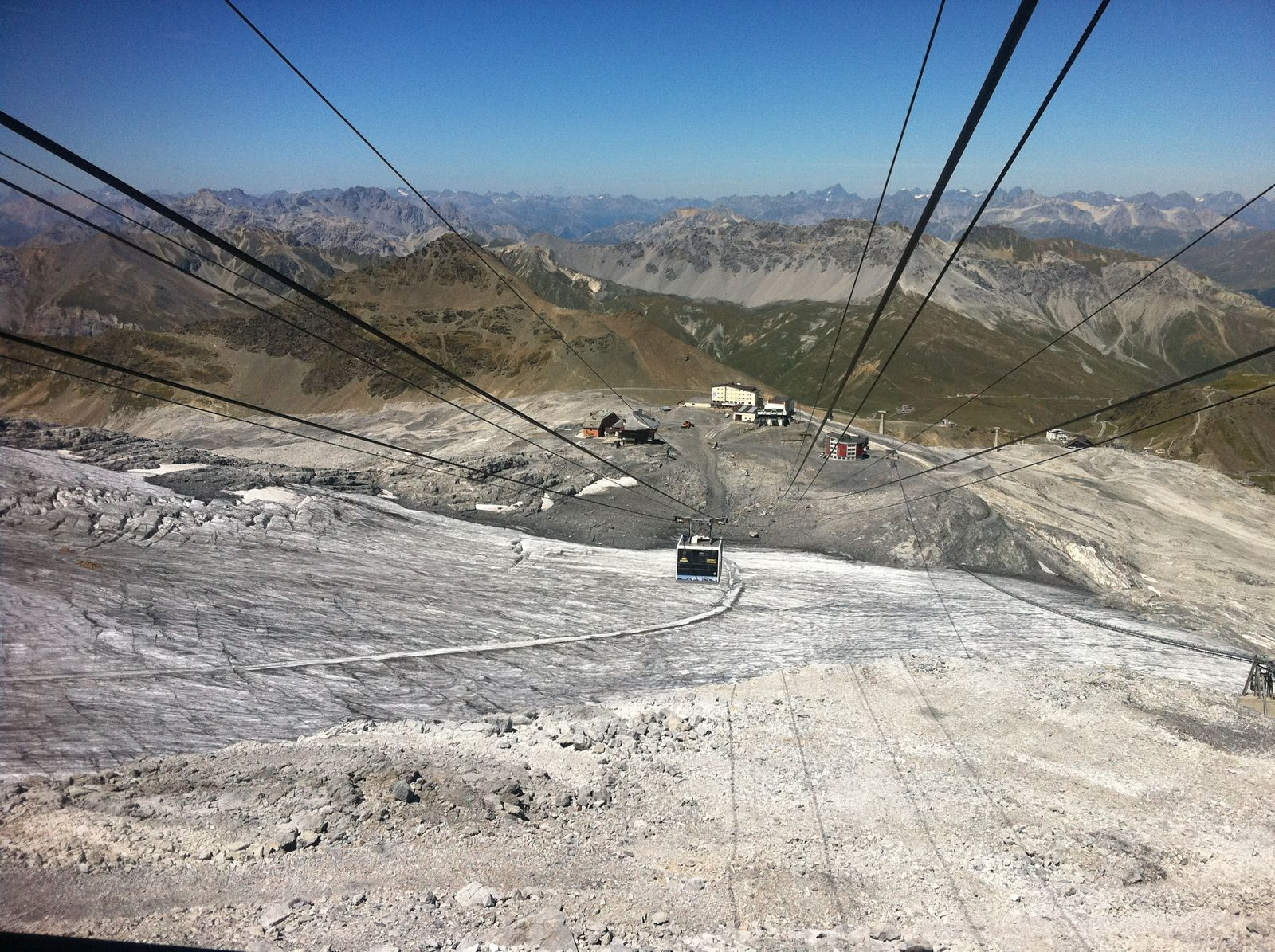
Funifor vom Stilfser Joch zum Monte Livrio

Ein Funifor ist eine Luftseilbahn mit paarigen parallel verlaufenden Tragseilen, deren Abstand etwa gleich oder größer als die Breite der Seilbahnkabinen ist. Die breite Tragseilspur hat den Vorteil, dass die Kabine (zunächst – bis 2017 – wurden Funifor-Bahnen mit einer Kabine als einspurige Pendel-Seilbahnen gebaut) z. B. durch den Wind weniger zum Querpendeln angeregt werden kann.
Im Unterschied zum etwas älteren Funitel sind die Tragseile fix, und die Kabine wird von Zugseilen gezogen.
Zwei fixe parallele Tragseile hat auch eine sogenannte Dreiseilbahn (3S-Bahn). Dabei haben die beiden Tragseile weniger den Zweck, die Windstabilität zu verbessern, als das Zugseil (das dritte der drei Seile) zwischen sich auf Rollen zu tragen.

## Beschaffenheit und Funktion

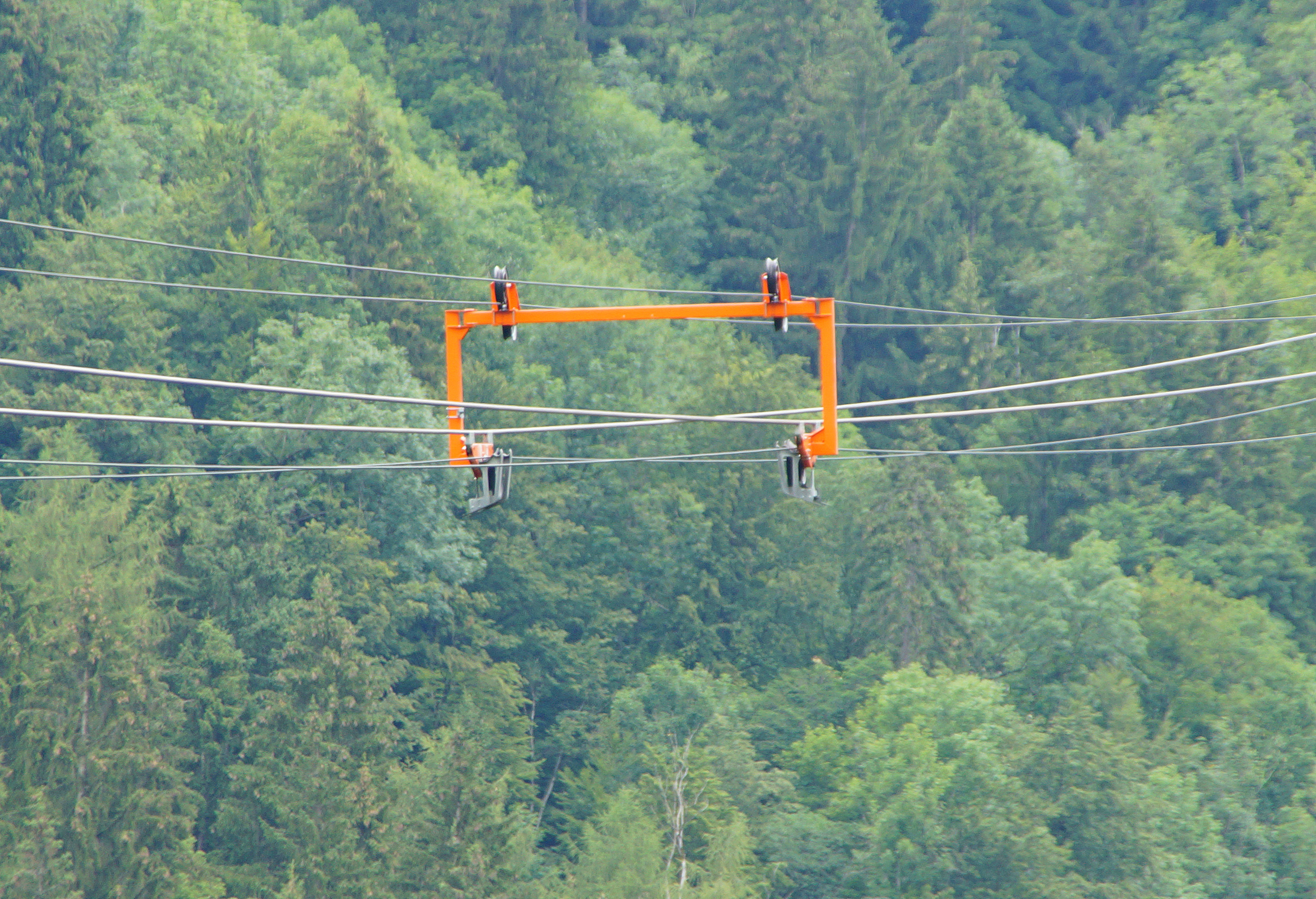
Bezauer Seilbahn, die portalförmige Konstruktion im Tragseil mit den Führungsrollen für das Zugseil: oben die leeren Zugseile, unten die Zugseile, die zur Gondel führen.

Äußerlich ähnlich wie das an einer doppelten Förderseilschleife in fahrzeugbreitem Abstand verkehrende Funitel-System (das jedoch eine kuppelbare Umlaufseilbahn ist), beruht das Funifor auf zwei Tragseilen, deren Spur ebenfalls breiter als die Kabine ist.

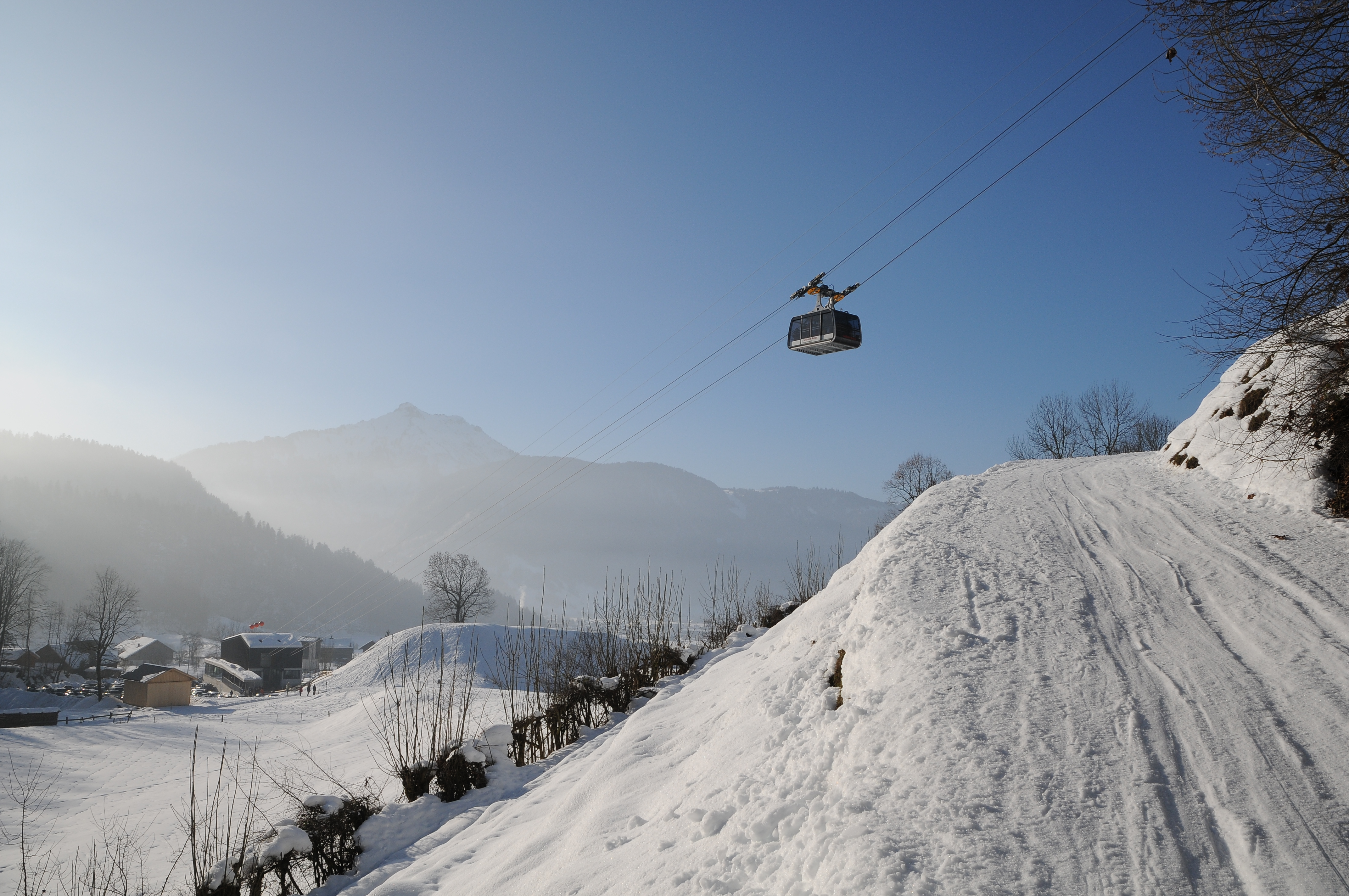
Einspuriges Funifor für 60 Personen, Bezau

Senkrecht unter den beiden Tragseilen läuft jeweils ein Trum des als endlos gespleißte Schleife vorliegenden Zugseils. Die Verbindung zwischen der jeweils von oben und unten kommenden Seilschlingen und Fahrzeug wird mittels je zweier horizontal angebrachter Ausgleichs-Seilscheiben am Laufwerk, die das Zugseil erst auf die gegenüberliegende Seite der Kabine und dann zurück zur Station umlenken, hergestellt. Die Zugseiltrums laufen von der Ober-(Berg-)seite des Fahrzeugs zur Bergstation, dort werden sie umgelenkt und oberhalb der Tragseile auf portalförmigen Seilreitern als Leertrums in die Talstation geführt, laufen dort über eine Spannvorrichtung und wieder unterhalb des Tragseilniveaus zurück zur Talseite des Fahrzeugs. Die Ausgleichs-Seilscheiben am Fahrzeug, über die die Zugseilschlaufen geführt werden, müssen im Regelfall keine Relativgeschwindigkeit bewältigen, sondern dienen dem Längenausgleich und dem Ausgleich von etwaigen Geschwindigkeitsunterschieden der beiden Trums. Beide Trums umschlingen je eine Antriebstrommel. Durch die endlose Zugseilschleife sind keine Klemm- oder Vergussverbindungen notwendig, zudem kann die gesamte Seilschleife leicht versetzt werden, um sie über die volle Länge einer magnetinduktiven Prüfung zu unterziehen.
Eine „echte“ zweispurige Pendelbahn mit zwei gegenläufig verkehrenden Fahrzeugen, bei der das Funifor-Merkmal der breiten Doppel-Spur (in diesem Fall fünf Meter) auf zwei Tragseilen und die Zugseilschleife (in diesem Fall zwei) angewandt werden, ist die 2012 eröffnete Cabrio-Bahn auf das Stanserhorn. Die zweistöckigen „Cabrio“-Gondeln hängen bei dieser Anlage innerhalb der seitlich vorbeiführenden Trag- und Zugseile. Hier wurde das Funifor-Prinzip (Funifor-Scheiben) mit einer Pendelbahn kombiniert. Bei dieser Anlage können dank der Funifor-Scheiben vor allem beim Störfall die unterschiedlichen Kräfte der Zugseile bei breiter Fahrbahn ausgeglichen werden. Ist dies nicht der Fall, so entsteht ein Drehmoment und die Kabine kann abstürzen, wie bei der Seilbahn in Brest am 10. August 2017.

## Hersteller

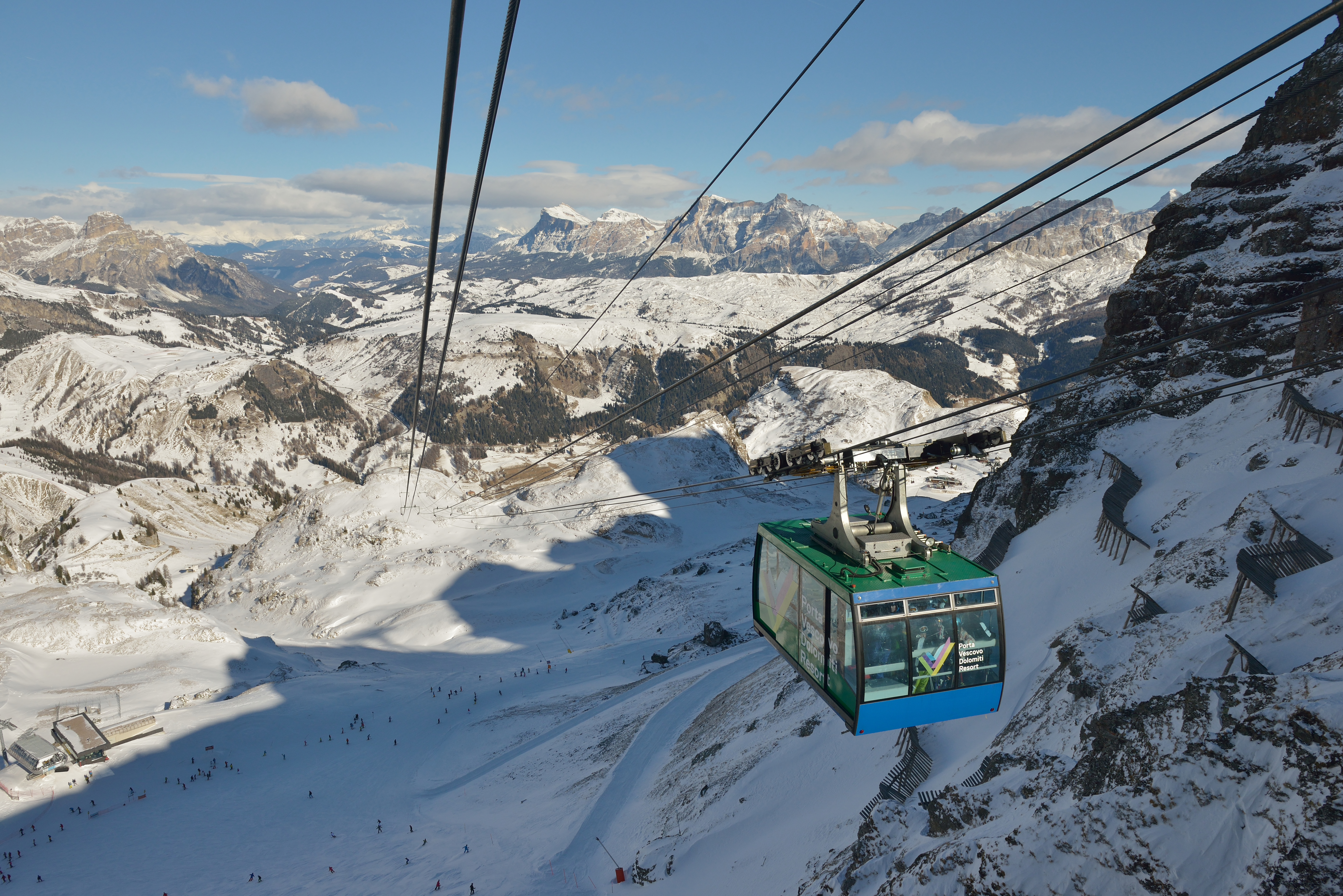
Seilbahn vom Typ Funifor im Skigebiet Porta Vescovo

Funifor wurde von Erwin Oberhuber in der ehemaligen Firma Hölzl Seilbahnbau entwickelt und das Patent wurde durch die Fusion mit der Firma Doppelmayr im Jahre 2002 auch von dieser übernommen.

## Anlagen
Die erste FUNIFOR „Trincerone – Livrio“ (70 Personen) wurde unter dem Namen der Firma Hölzl im Jahr 2000 am Stilfserjoch errichtet. Weitere Funifors sind:
- Pianalunga – Passo dei Salati (Alagna), 100 Personen, 2004, ITA
- Arabba – Portavescovo, 80 Personen, 2005, ITA
- Valcalda – Monte Zoncolan, 100 Personen, 2007, ITA
- Passo dei Salati – Indren, 60 Personen, 2009, ITA
- Rifugio Gilberti – Sella Golovec (Prevala), 100 Personen, 2009, ITA
- Bezau, 60 Personen, 2010, AUT (einspurig)
- Tarlenta – Rifugio Mantova (Pejo), 100 Personen, 2010, ITA
- Alba – Col dei Rossi, 100 Personen, 2015, ITA
- Falginjochbahn, Kaunertaler Gletscher, 100 Personen, 2019, AUT[3]
- 100-FUF Mürren-Birg, 2024–2025, CH
- 100-FUF Birg-Schilthorn, 2025–2026, CH